# Мабюз
Ян Госсарт, Жан Госсарт, Жанин Госсарт (нидерл. Jan Gossaert, Jean, Janin, Jennyn Gossart ) по прозванию Мабюз (нидерл. Maubeuge, фр. Mabuse; 1478, Мобёж — 1532, Антверпен) — нидерландский живописец, рисовальщик, гравёр и резчик по дереву; родоначальник романизма в нидерландской живописи XVI века.

## Биография
Ян Госсарт родился около 1479 года (или в 1478) в городе Мобёж на севере Франции, отчего и получил своё прозвание «Мабюз» (Мобёжский) , его часто называли «Ян Мабузе», некоторые его картины имеют латинскую подпись: «Иоанн Мальбодиус» (лат. Ioannes Malbodius).
Достоверно ничего не известно о его образовании и ранних работах. Основываясь на стилевых особенностях ранних произведений Госсарта, такие авторы, как Вайс (1912) и Винклер (1921), предположили, что Госсарт, возможно, обучался в Брюгге в кружке Герарда Давида. Однако в настоящее время предполагается, что Госсарт получил образование в Антверпене, из чего логически вытекает и его принятие в 1503 году в качестве мастера в антверпенскую Гильдию Святого Луки. Вероятно, в 1499 году он отправился в Англию, где писал преимущественно портреты.
После 1507 года имя Госсарта исчезает из архивов Антверпена. Считается, что адмирал Фландрии Филипп Бургундский, бастард герцога Бургундии Филиппа III Доброго нанял его в свою свиту во время миссии ко двору папы Юлия II в Рим. Филипп взял на себя эту дипломатическую миссию от имени регентши Маргариты Австрийской. Госсарт покинул Мехелен вместе с адмиралом и его свитой 26 октября 1508 года и прибыл в Рим 14 января 1509 года.
Из документов 1529 года также известно, что герцог Филипп, который интересовался руинами античности, специально поручил Госсарту сопровождать его, чтобы делать рисунки римских древностей для собственной коллекции. Эти рисунки сохранились. До прибытия в Рим Госсарт, несомненно, был знаком с итальянской живописью XV и начала XVI веков. Он также изучал её во время путешествия по таким городам, как Тренто, Верона, Мантуя и Флоренция. Микеланджело и Рафаэль в то время работали в Риме; первый расписывал потолок Сикстинской капеллы, а последний выполнял росписи знаменитых Станц в Апостольском дворце Ватикана.
В дальнейшие годы Ян Госсарт продолжал работать на герцога Филиппа в его замках, в Антверпене, а также в Миддельбурге; также выполнял заказы представителей семьи Габсбургов — двора Маргариты Австрийской в Мехелене. Письменные источники свидетельствуют, что он выполнил портреты Карла V и его сестры Элеоноры Португальской.
Когда Филипп Бургундский получил сан епископа Утрехтского, Мабюз последовал за ним в Утрехт, в замок Дюрстеде и участвовал в его оформлении. Художник скончался в Антверпене 1 октября 1532 года. Известным учеником Госсарта был Ламберт Ломбард.

## Творчество
В первом десятилетии XVI века Госсарт принадлежал к так называемым антверпенским маньеристам. После поездки в Италию в 1508—1509 годах в окружении гуманиста Филиппа Бургундского, адмирала Зеландии, а затем епископа Утрехта, Госсарт сыграл важную роль во внедрении достижений искусства итальянского Возрождения в Нидерландах. Госсарт заложил основу живописного движения, которое позже будет называться фламандским романизмом и на которое сильно повлияло искусство Высокого Возрождения в Риме, в особенности Рафаэля, Микеланджело и их последователей. Вскоре после своей смерти Госсарт стал считаться первым голландским художником, писавшим картины на мифологические сюжеты в классическом стиле с обнажёнными фигурами. Он совершенствовал свою технику масляной живописи по примеру старых итальянских мастеров и вдохновлялся их знаменитыми произведениями.
Вероятно, именно Госсарт вдохновил своего ученика Яна ван Скорела на совершение долгого европейского тура. С той поры для нидерландских художников (включая и Рубенса и Ван Дейка) стало обычаем совершать европейские путешествия.
Одной из значительных работ Госсарта, сохранившихся с того периода, является алтарь со «Святым Лукой, рисующим портрет Девы Марии» (Национальный музей, Прага), который он выполнил для гильдии живописцев Мехелена (ок. 1513—1514). Госсарт по-прежнему руководствовался фламандскими традициями и стилем интернациональной готики, особенно в изображении складок одежд и лиц фигур. Из итальянского искусства он заимствовал прямую линейную перспективу и классический архитектурный декор, а также различные мотивы античной скульптуры.
Мифологические сюжеты давали Госсарту возможность экспериментировать с изображением обнажённой натуры. Он основывал это не только на наблюдениях, осуществлённых им в Риме, но и на гравюрах современников, мастеров Северного Возрождения, таких как Альбрехт Дюрер (известно, что Дюрер положительно оценивал творчество Госсарта), а также на гравюрах Маркантонио Раймонди по рисункам Рафаэля. Госсарт также использовал небольшие скульптуры Конрата Мейта, художника немецкого происхождения, который работал при дворе Маргариты Австрийской в Мехелене. Важное значение имело творчество Якопо де Барбари, итальянского художника, работавшего в Германии. В частности, его теория пропорций тела человека (эта рукопись Барбари считается утерянной).
Картины, созданные Госсартом до его итальянского путешествия — «Поклонение волхвов» (Касл-Ховард, Великобритания), «Портрет детей Генриха VII» (Хэмптон-корт, Лондон), «Мироносицы» и «Се человек» (Рейксмюсеум, Антверпен), алтарный образ в галерее Пражского общества любителей искусства — схожи по своему характеру с произведениями Квентина Массейса. Характерными также являются «Даная» и «Мадонна на троне», находящиеся в мюнхенской «Старой пинакотеке», «Нептун и Амфитрита» из Берлинского музея.
В санкт-петербургском Эрмитаже хранится центральная часть триптиха Яна Госсарта «Снятие с креста».

## Галерея

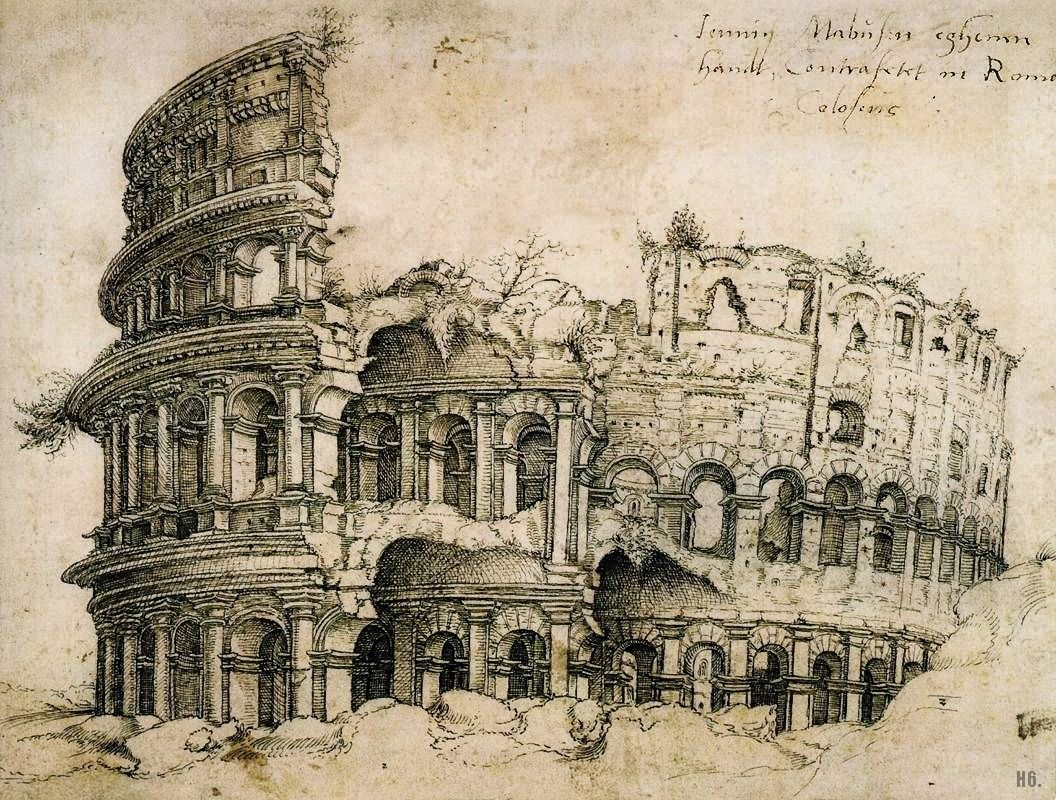
Колизей в Риме. 1509. Бумага, перо, сепия. Берлинская картинная гелерея
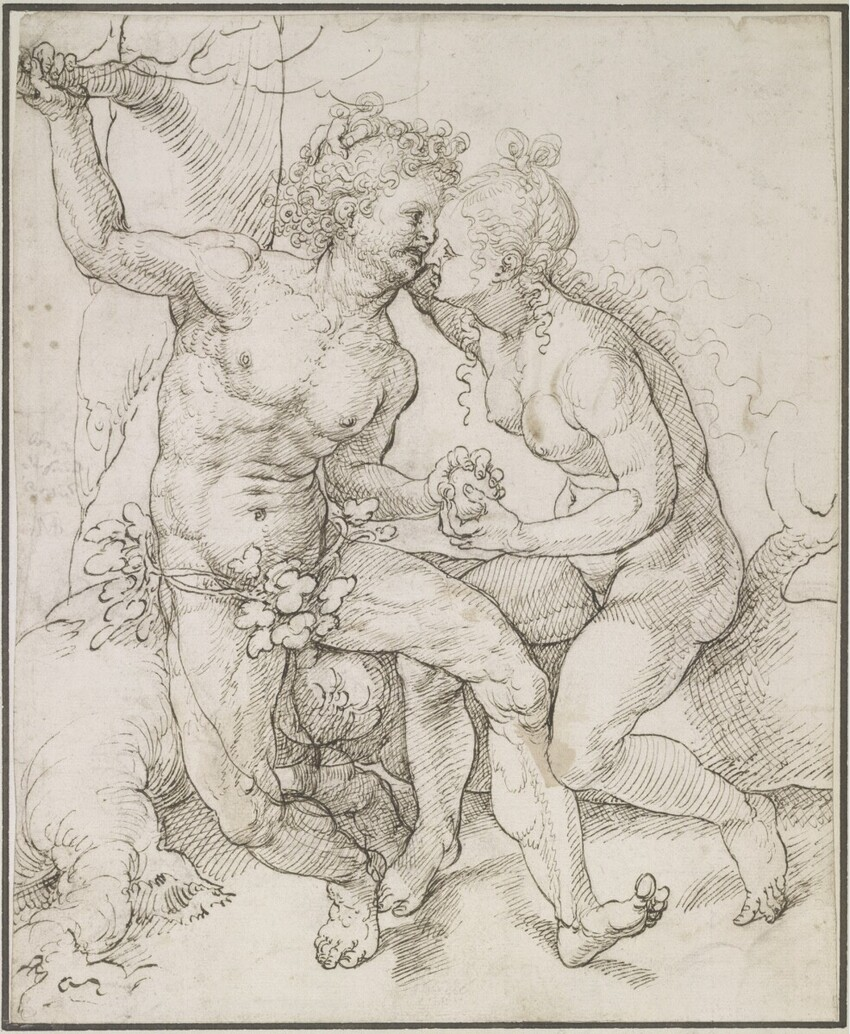
Падение. Бумага, перо, чернила. Альбертина, Вена
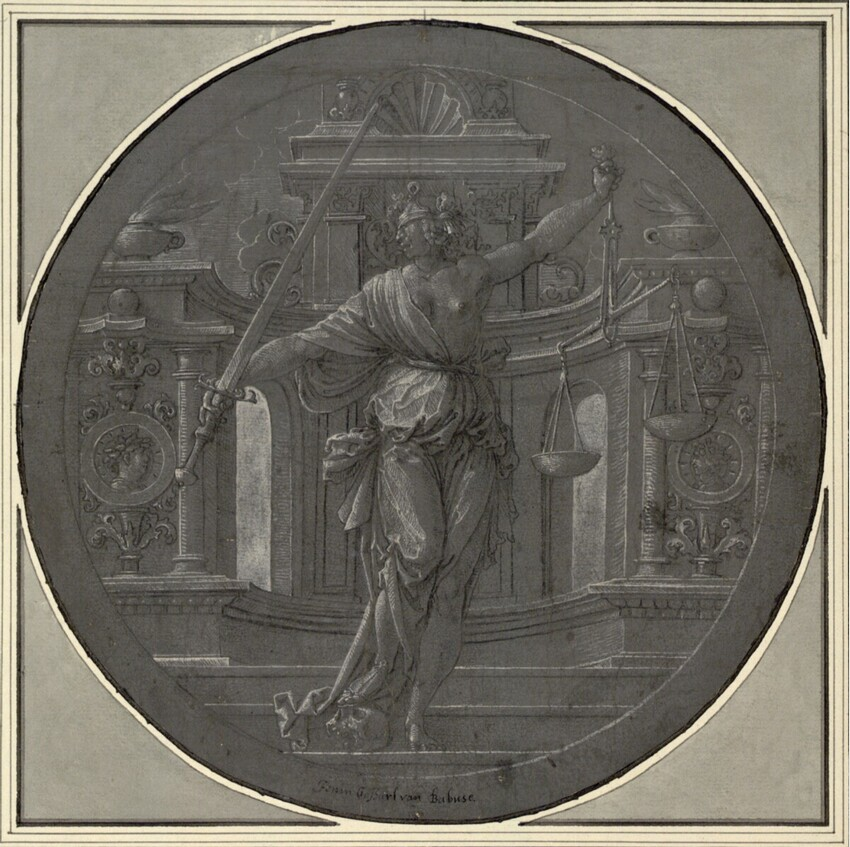
Аллегория Юстиции. Серая бумага, перо, чернила, белила. Альбертина, Вена
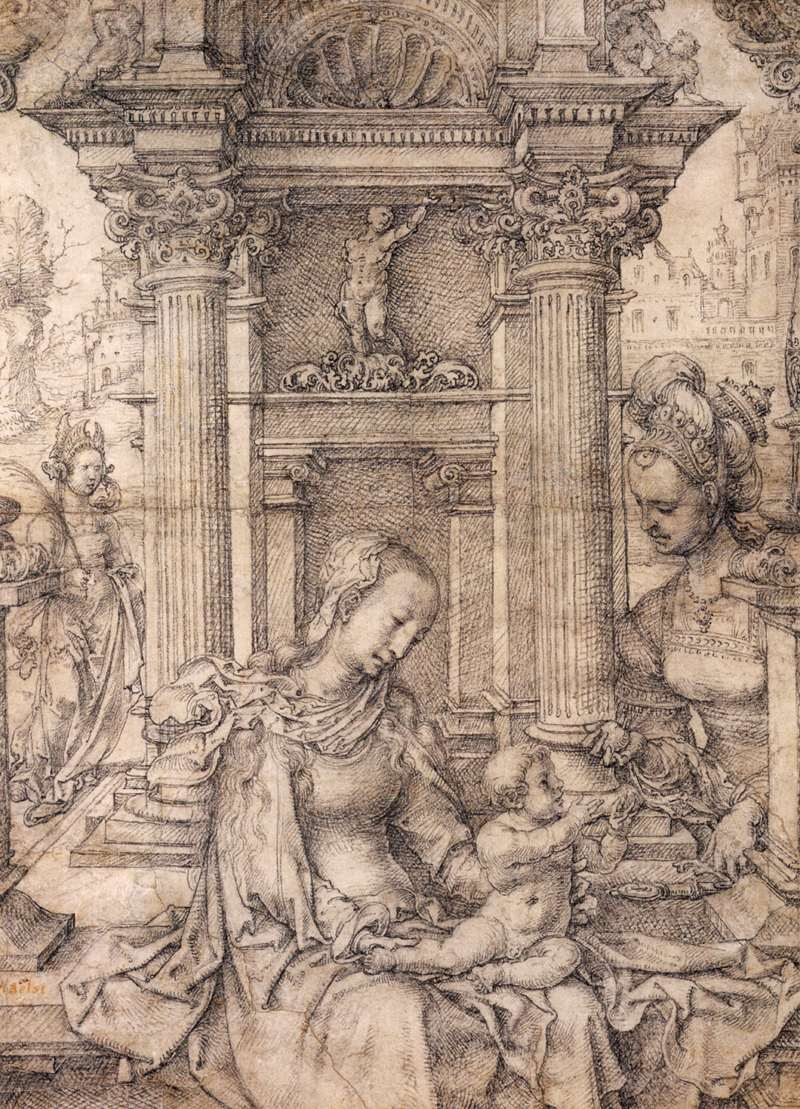
Мадонна с Младенцем и святыми. Ок. 1511. Бумага, итальянский карандаш. Рейксмюсеум, Амстердам
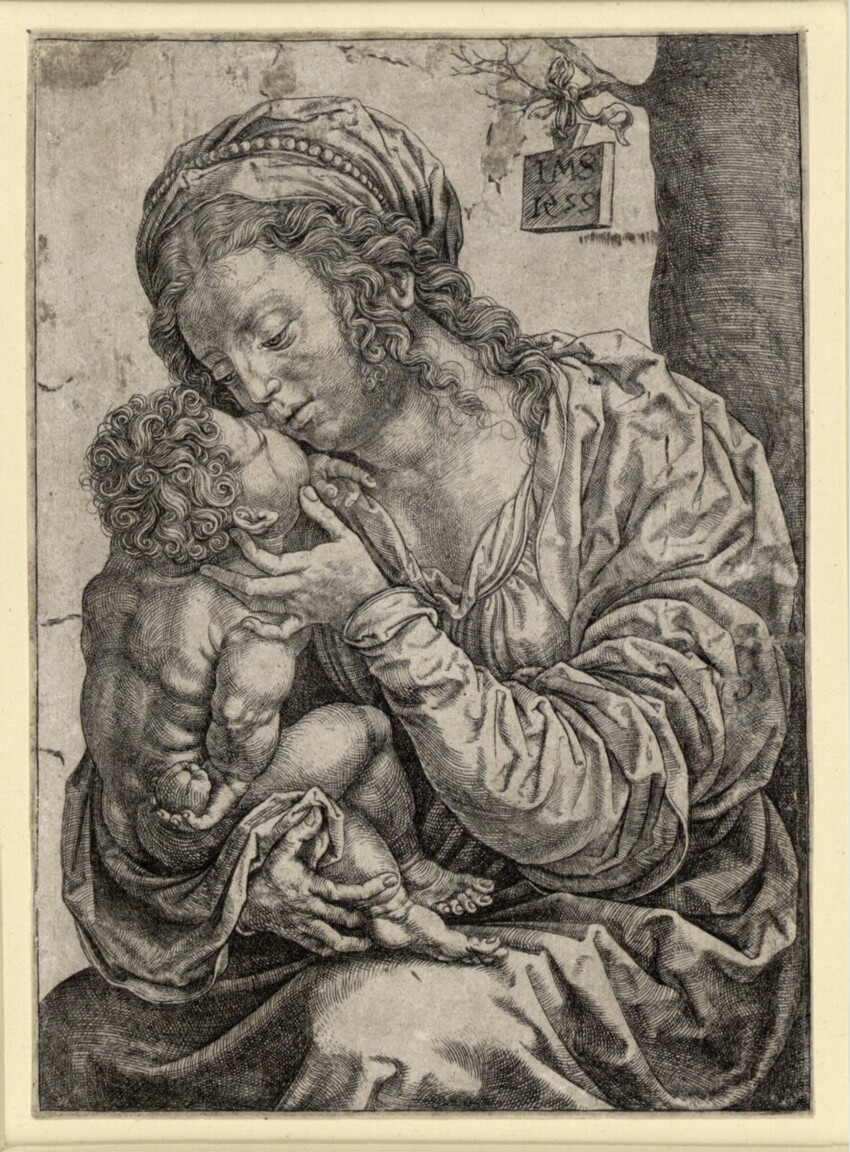
Мадонна, целующая Младенца. Офорт. Альбертина, Вена
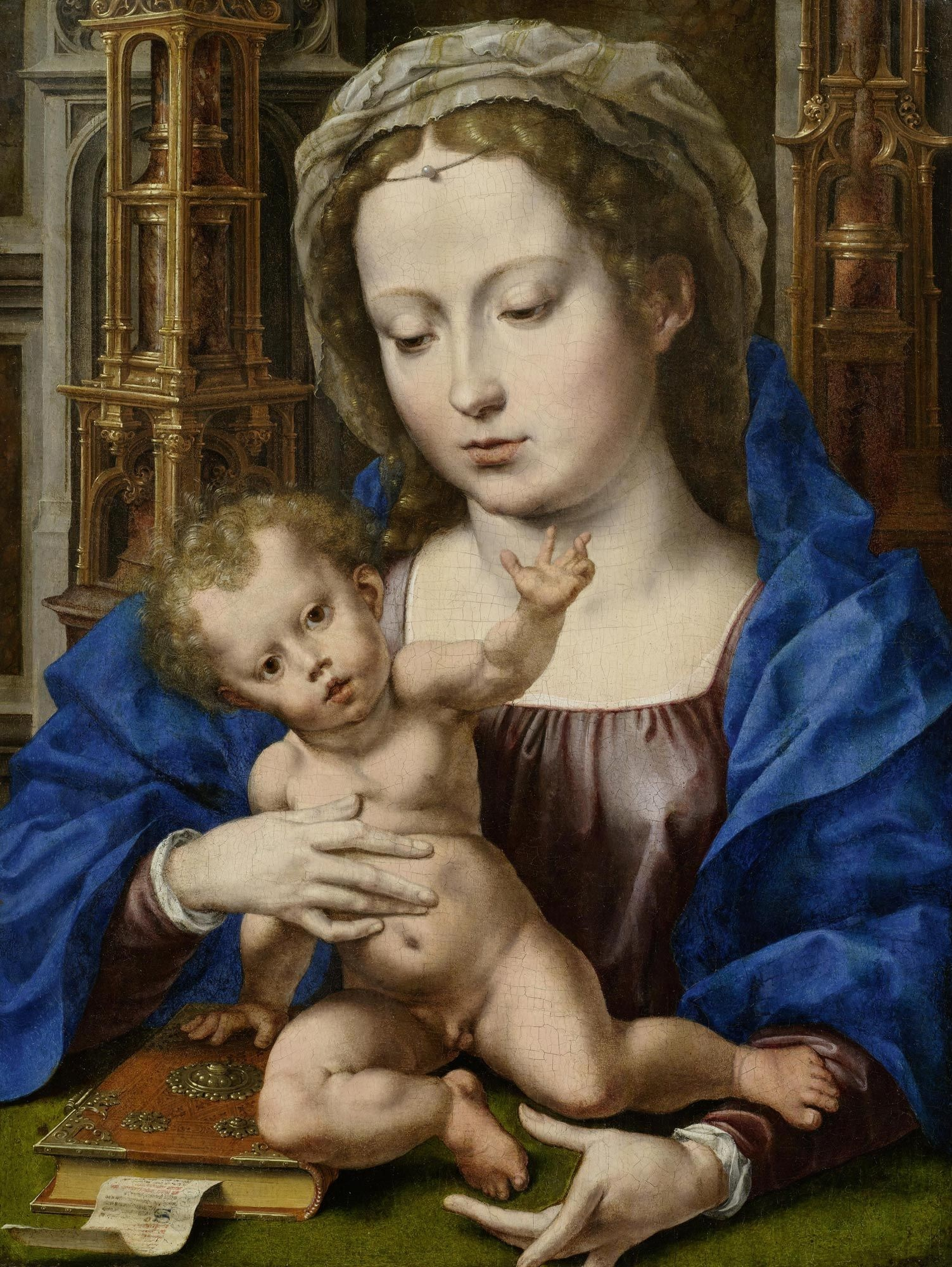
Мадонна с Младенцем. Ок. 1530. Дерево,  масло. Частное собрание
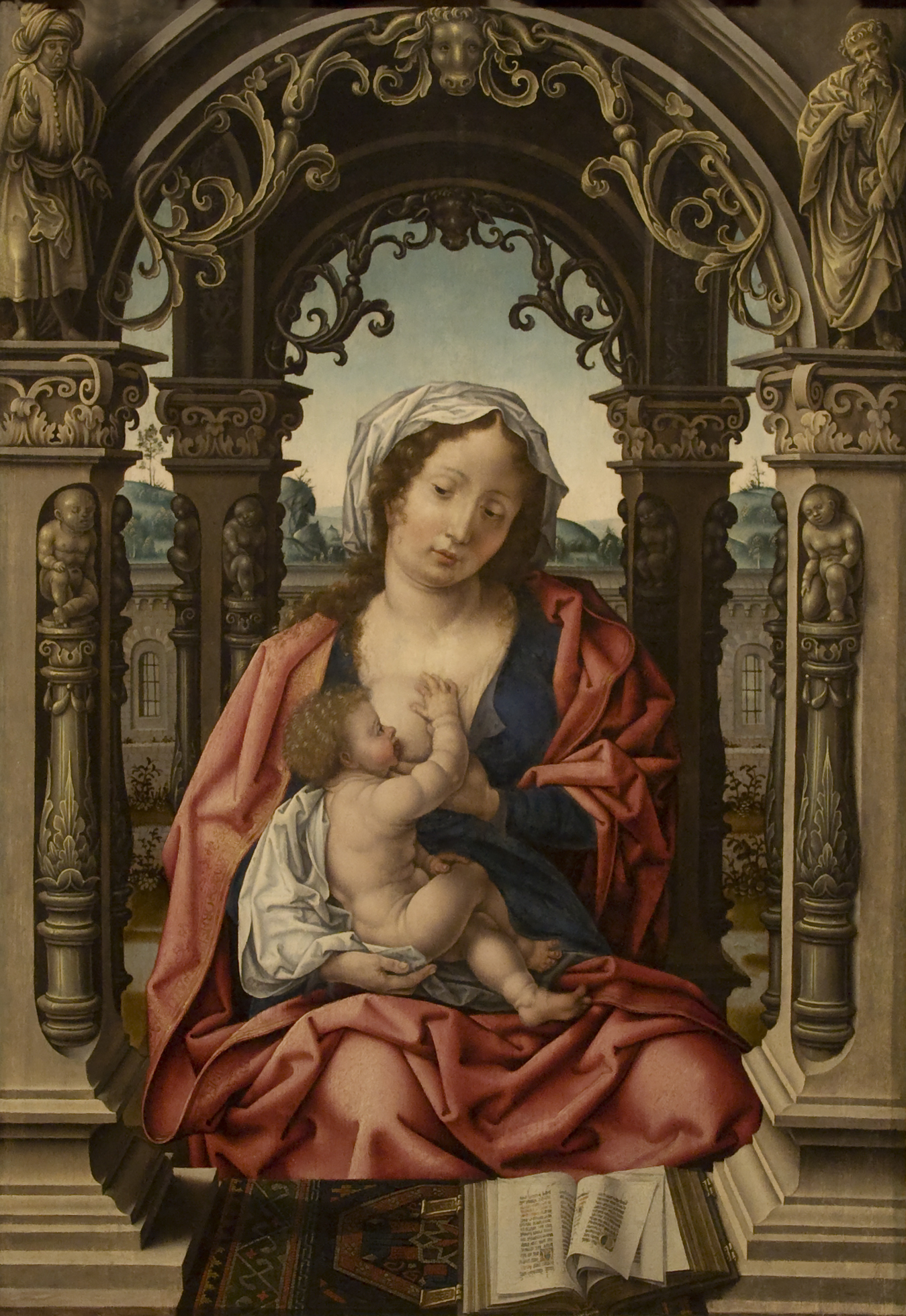
Мадонна с Младенцем. Холст, масло. Музей Галуста Гюльбенкяна, Лиссабон
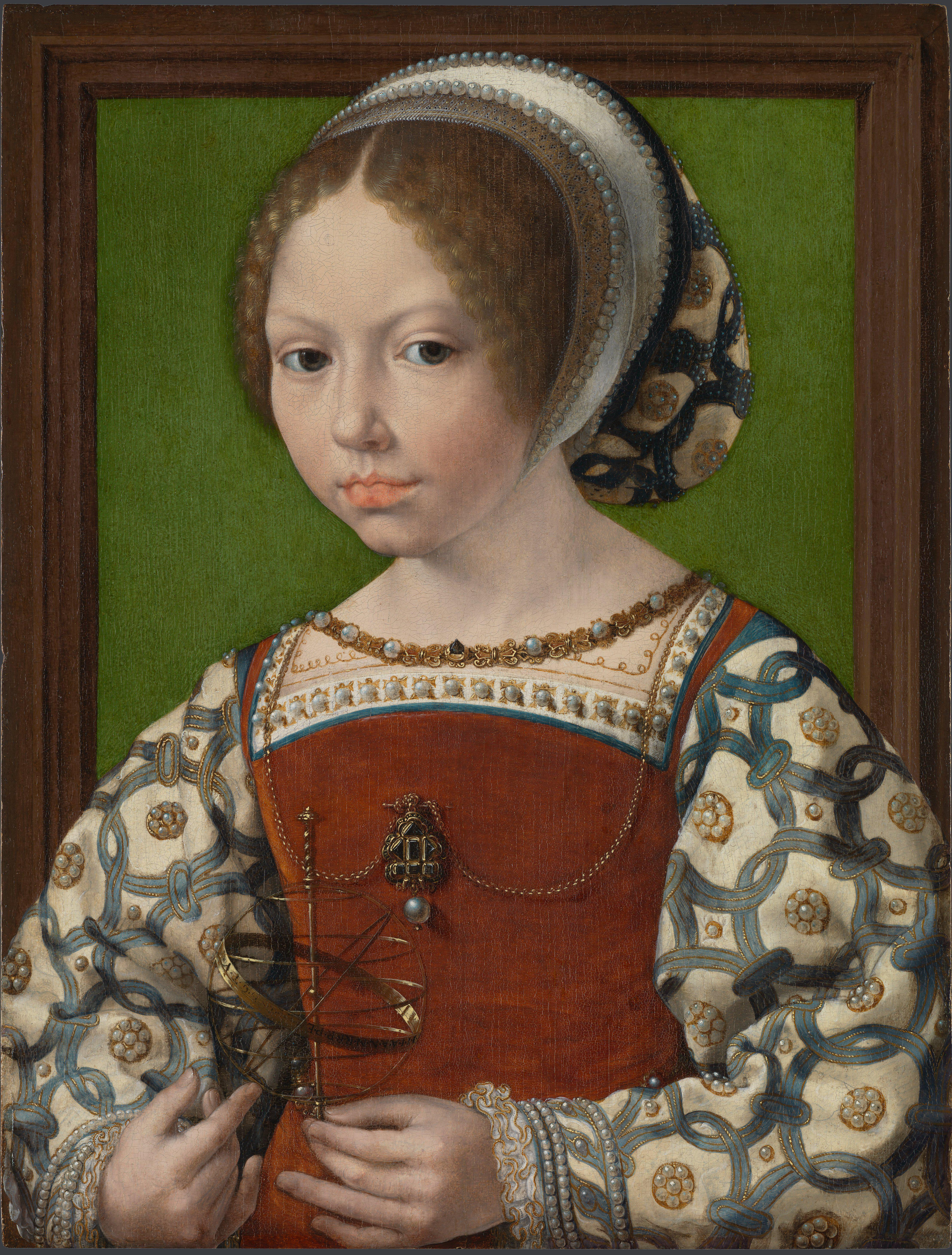
Портрет принцессы (?). 1520-е. Дерево, масло. Национальная галерея, Лондон
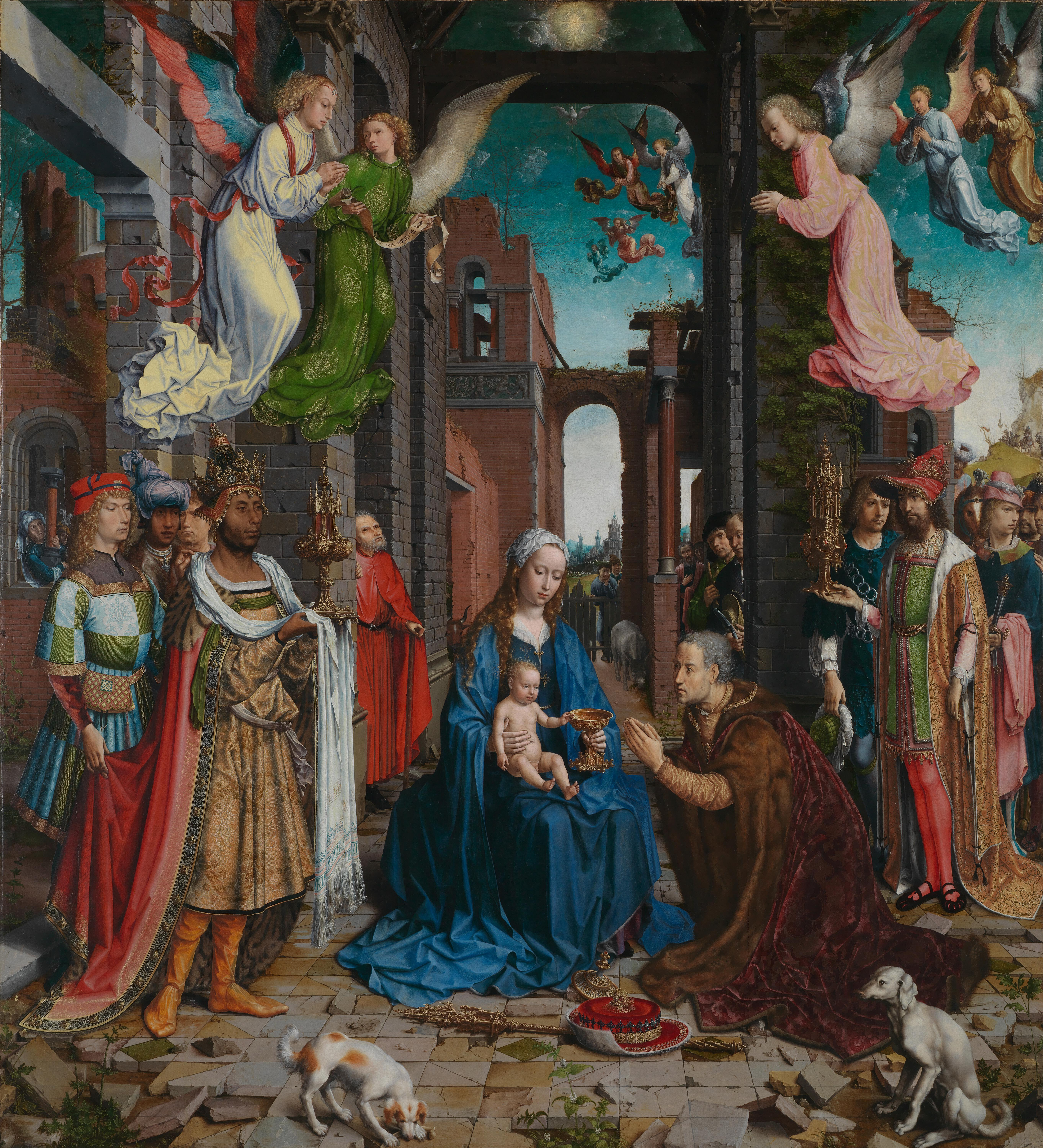
Поклонение волхвов. 1510—1515. Дерево, масло. Национальная галерея, Лондон.
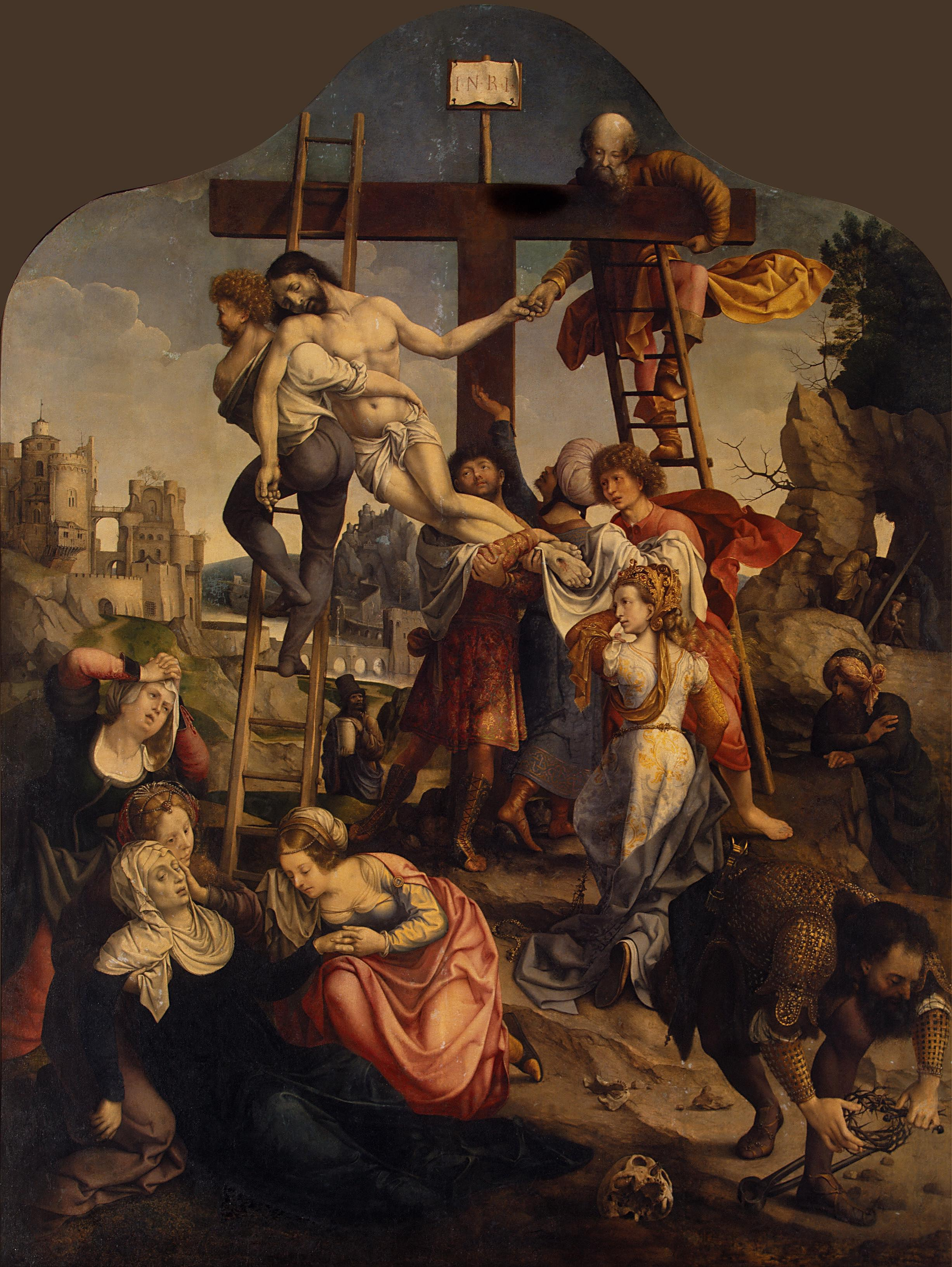
Снятие с креста. Центральная часть триптиха. 1520—1521. Холст (переведено с дерева). Государственный Эрмитаж, Санкт-Петербург
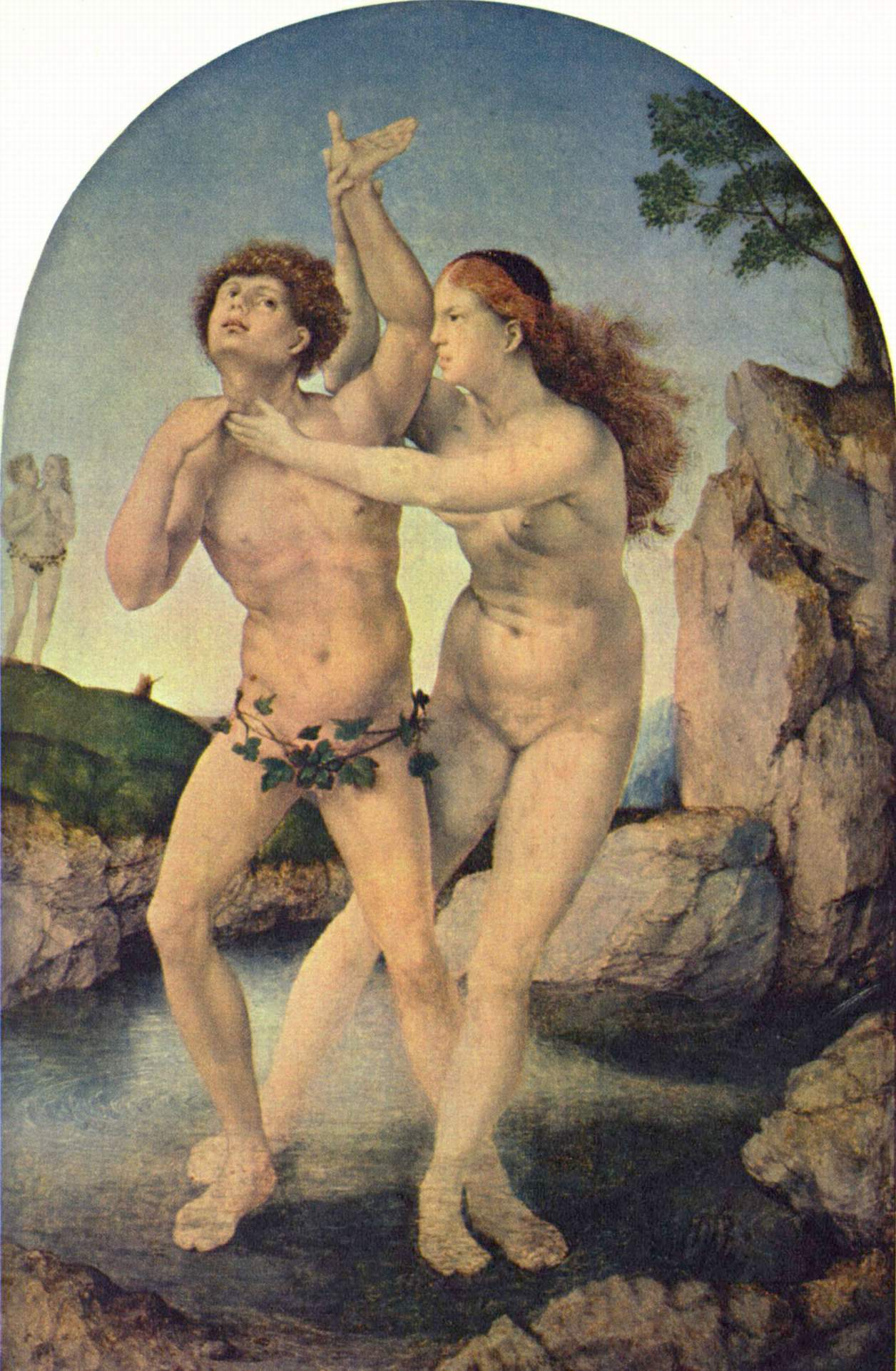
Метаморфоза Гермафродита и Салмакиды. Ок. 1517. Дерево, масло. Музей Бойманса-ван Бёнингена. Роттердам
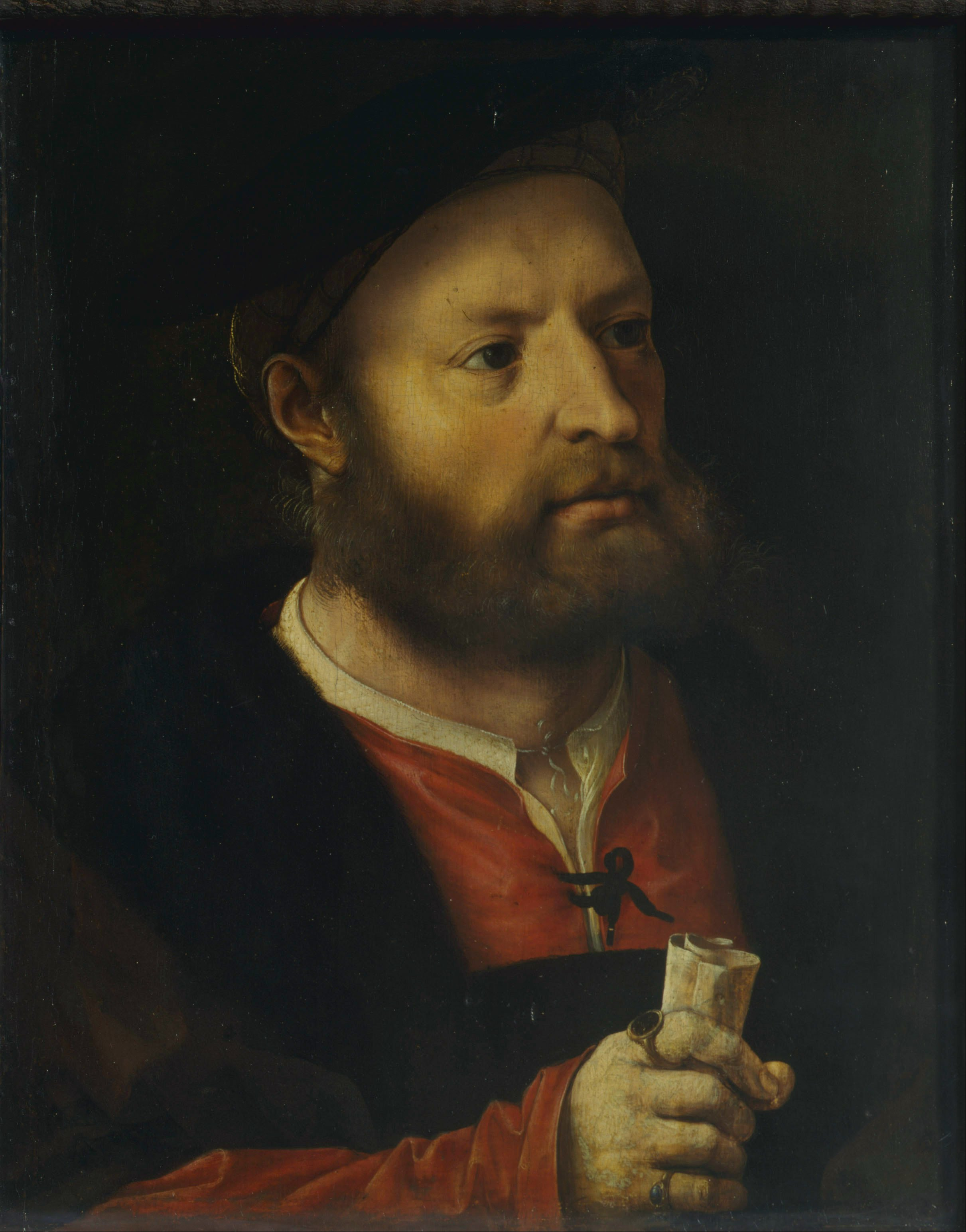
Мужской портрет. 1520-е. Дерево, масло. Музей изобразительных искусств им. А. С. Пушкина, Москва
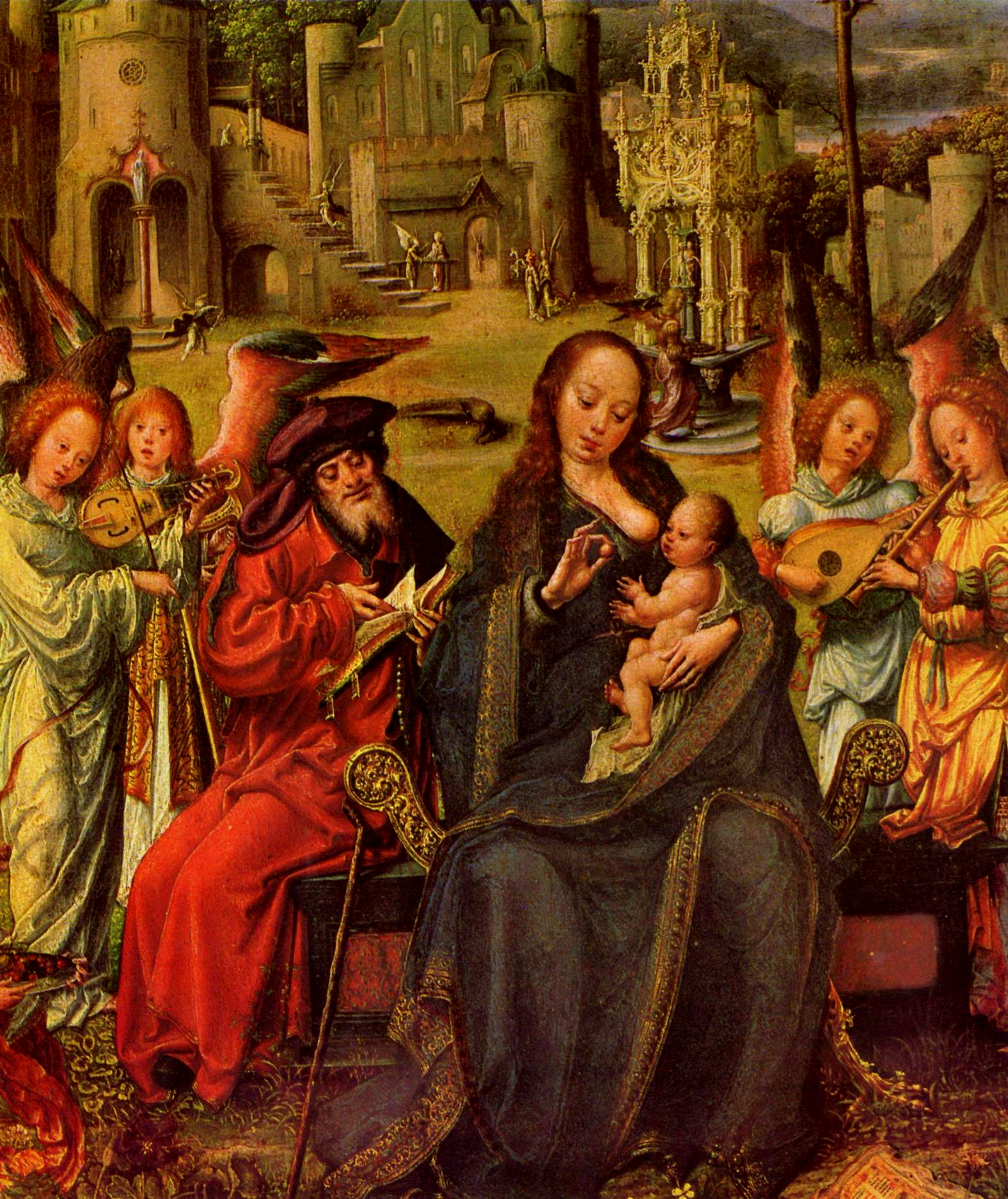
Святое семейство. 1-я треть XVI в. Дерево, масло. Национальный музей древнего искусства, Лиссабон
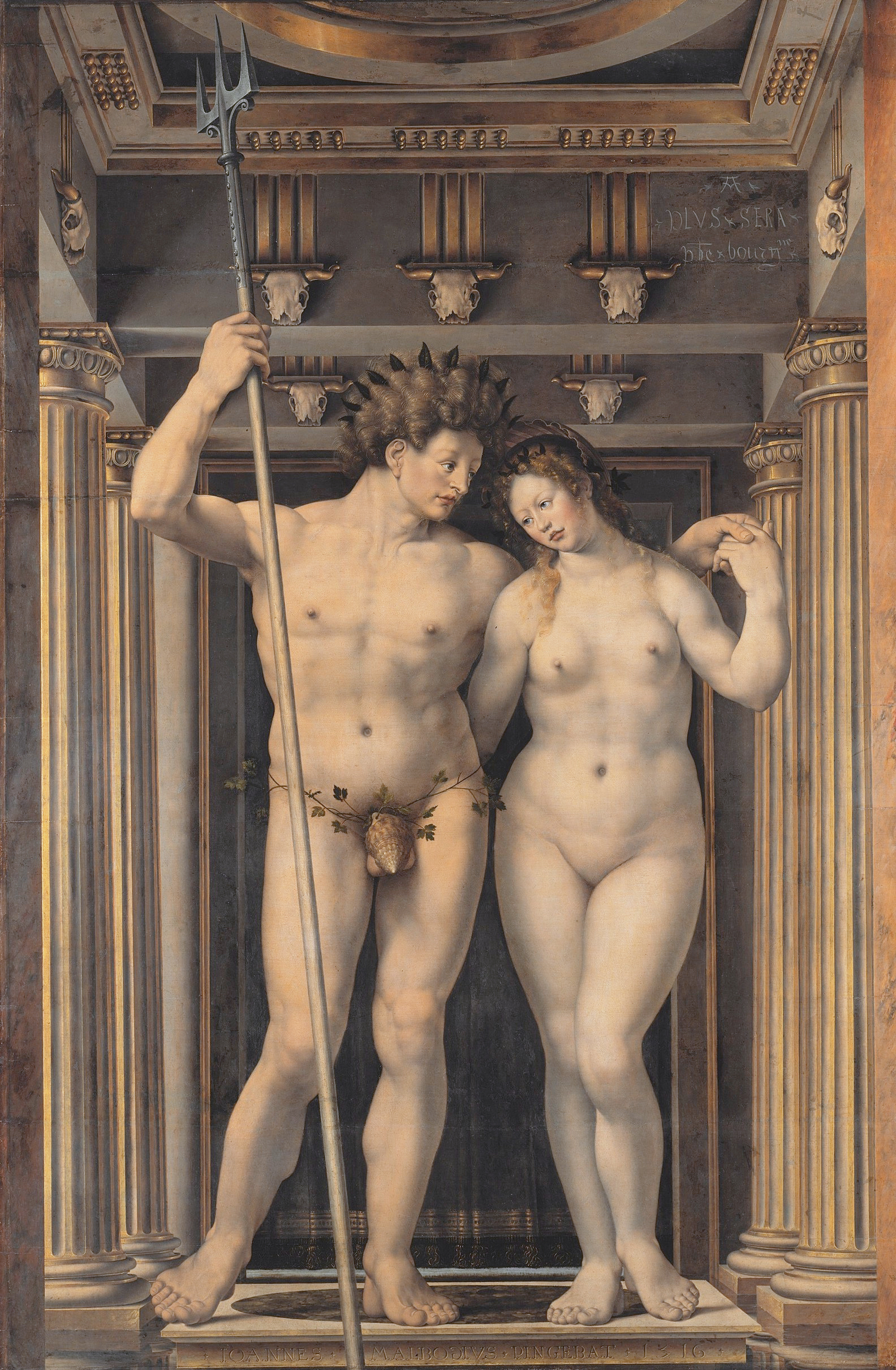
Нептун и Амфитрита. 1516. Дерево, масло. Картинная галерея, Берлин
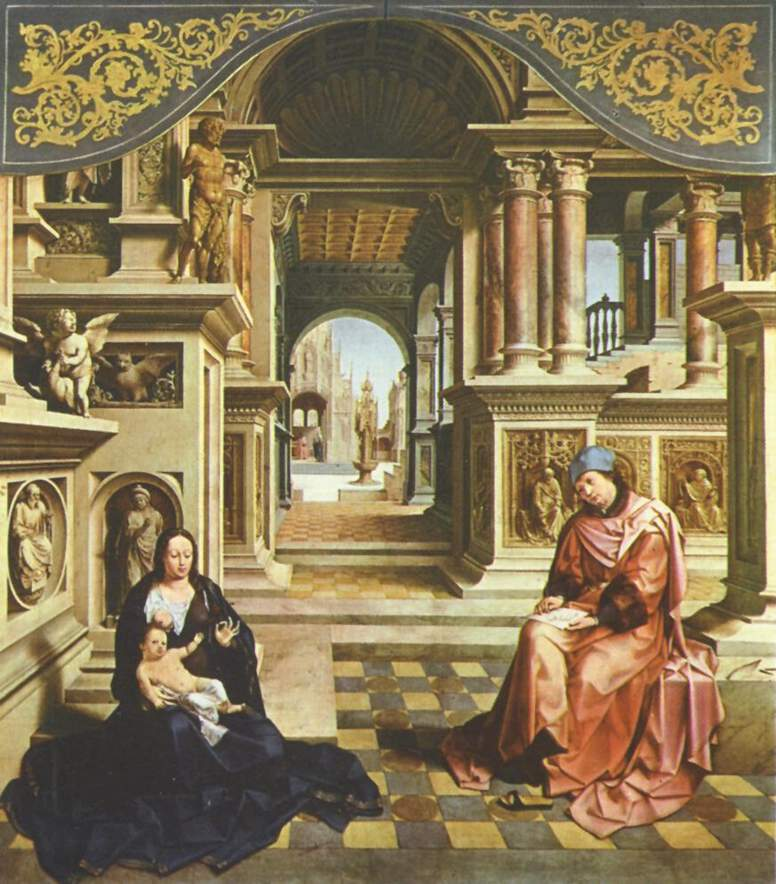
Евангелист Лука, рисующий портрет Девы Марии. 1520. Дерево, масло. Национальная галерея, Прага
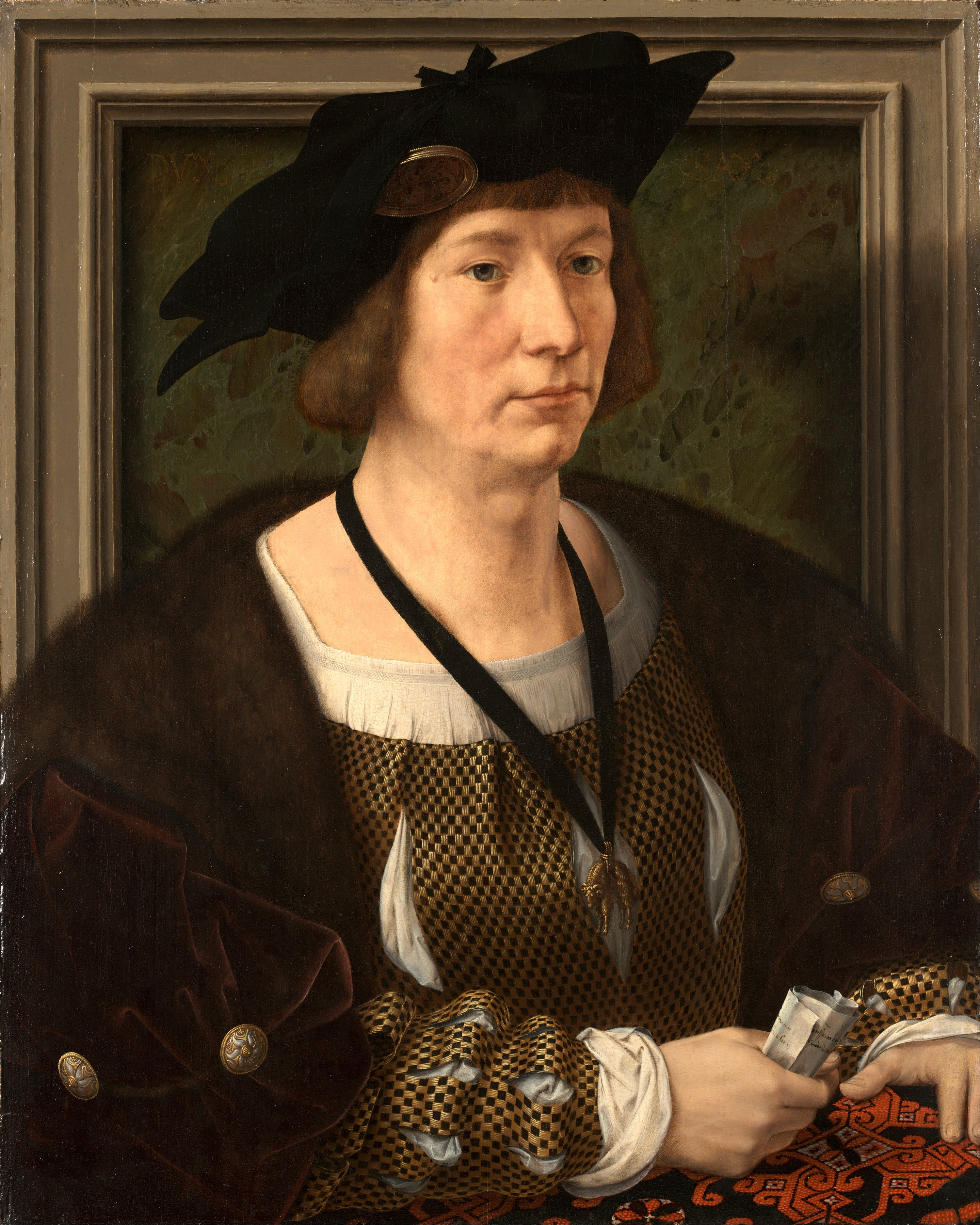
Портрет Генриха III, графа Нассау-Бреды. Ок. 1516. Дерево, масло. Музей Кимбелла, Техас, США
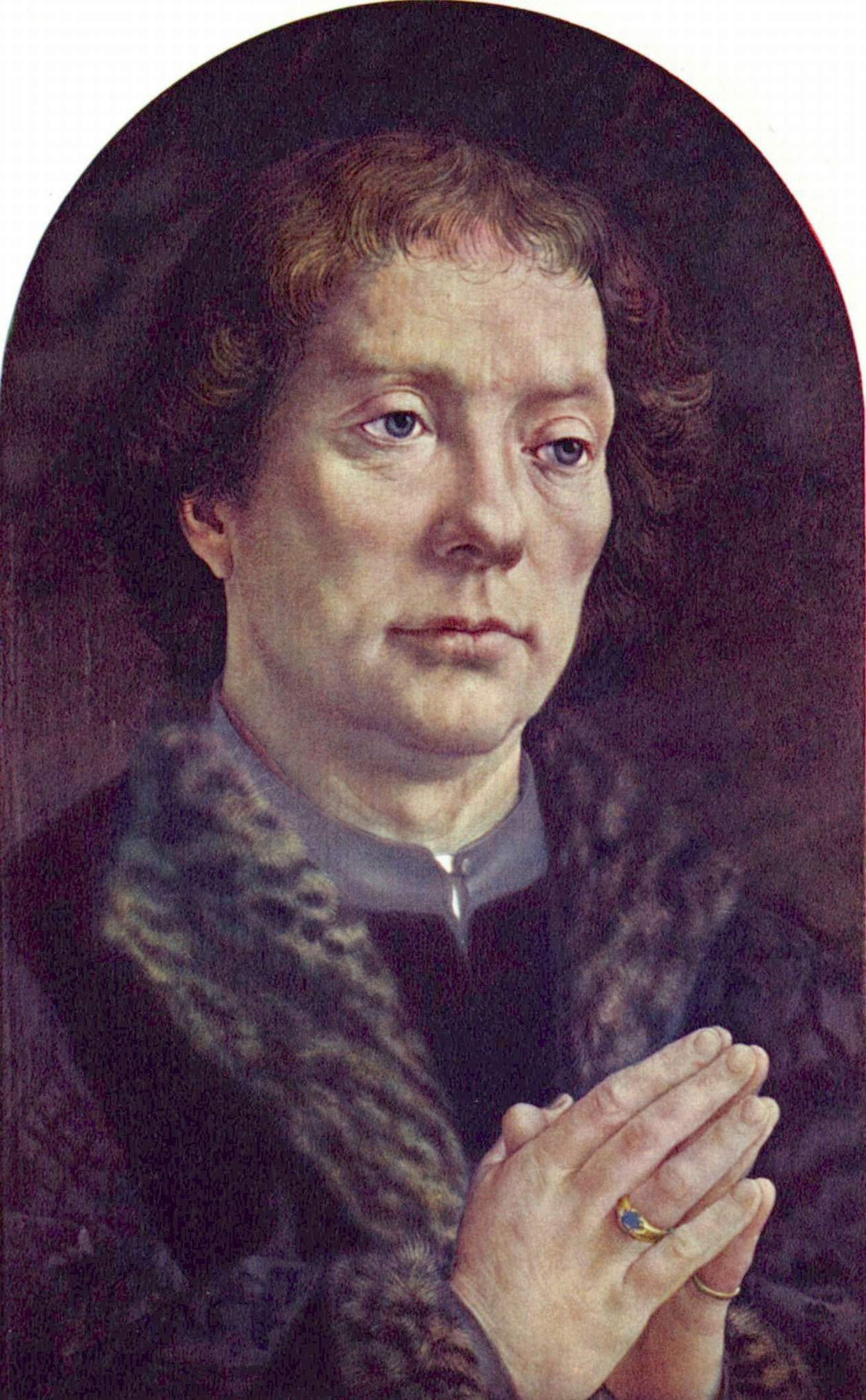
Портрет канцлера Жана Карондле. 1517. Дерево, масло. Лувр, Париж

## Избранные работы
- «Святой Антоний с донатором», 1508;
- «Портрет членов высшего совета»;
- «Поклонение волхвов», 1500—1515. Национальная галерея, Лондон;
- «Нептун и Амфитрита», 1516. Картинная галерея Берлин;
- «Портрет Генриха III», 1516—1517;
- «Снятие с креста», 1520—1521. Эрмитаж, Санкт-Петербург;
- «Автопортрет», 1515—1520;
- «Мадонна с младенцем», 1517;
- «Мадонна с младенцем», 1515—1520;
- «Молодая девушка с астрономическими инструментами», ок. 1520. Национальная галерея, Лондон;
- «Адам и Ева», 1520;
- «Адам и Ева», 1525;
- «Пожилая пара», 1510—1522;
- «Святой Лука, пишущий Марию», ок. 1520. Музей истории искусств, Вена;
- «Портрет бенедиктинца», 1525—1530;
- «Портрет мужчины с чётками», 1525—1530;
- «Даная», 1527. Старая пинакотека, Мюнхен;
- «Мадонна с младенцем», ок. 1527;
- «Двойной портрет», 1525—1532;
- «Мужской портрет», ок. 1530;
- «Мадонна с младенцем», 1531;
- «Христос между Девой Марией и Иоанном Крестителем», 1510—1515. Прадо, Мадрид
- «Лукреция», 1534.